# Viktoria Sindlingen
Viktoria Sindlingen (offiziell: 1. Fußballclub Viktoria 1910 e. V. Sindlingen) ist ein Sportverein aus Frankfurt am Main. Die erste Fußballmannschaft spielte 13 Jahre in der damals drittklassigen Oberliga Hessen und nahm zweimal am DFB-Pokal teil.

## Geschichte
Der Verein wurde am 5. Oktober 1910 als FC Viktoria Sindlingen gegründet. Zwischen 1942 und 1945 bildete die Viktoria mit dem FC Amicitia Hattersheim eine Kriegsspielgemeinschaft. 1945 wurde die Viktoria aufgelöst und als SG 1945 Sindlingen neu gegründet. Fünf Jahre später fusionierte der Verein mit dem 1875 gegründeten TV Sindlingen zur TSG Viktoria 1875/1945 Sindlingen. Die Fusion wurde 1962 gelöst und die Viktoria nahm den heutigen Namen an.
Im Jahre 1974 stieg die Viktoria in die damals viertklassige Landesliga Hessen-Mitte auf und schafften zwei Jahre später unter Spielertrainer Walter Reuter in die Amateurliga Hessen auf. Der Klassenerhalt wurde nur knapp verpasst. Das Entscheidungsspiel im neutralen Marburg wurde gegen Olympia Kassel mit 0:3 verloren. Es folgte der direkte Wiederaufstieg in die ab 1978 Oberliga genannte höchste hessische Spielklasse. Nach einem zehnten Platz in der Aufstiegssaison erfolgte 1980 der erneute Abstieg in die Landesliga. Auch dieses Mal gelang der direkte Wiederaufstieg nach einem 2:0 im Entscheidungsspiel gegen den RSV Würges im neutralen Wiesbaden, unter der Leitung von Trainer Heinz Wulf.
Es begann die erfolgreichste Zeit des Vereins, der in der Saison 1981/82 Fünfter wurde. Drei Jahre später erreichte die Viktoria Platz sechs, ehe im Januar 1986 der erfolgreiche Trainer Heinz Wulf die Sindlinger verließ. Die Mannschaft rutschte daraufhin ins Mittelmaß zurück und schaffte 1989 durch einen 4:2-Sieg im Entscheidungsspiel gegen den FC Erbach den Klassenerhalt. Jürgen Klopp erzielte dabei das vorentscheidende 3:2. Zwei Jahre später stieg die Viktoria schließlich in die Landesliga ab, wo 1993 der Klassenerhalt nur durch den freiwilligen Rückzug des SSV Dillenburg gelang.
Zwei Jahre später scheiterte die Viktoria als Vizemeister der Landesliga Hessen-Mitte in der Oberliga-Relegation am SC Willingen. 1996 stieg die Mannschaft aus der Landesliga ab und rutschte in den folgenden Jahren weiter nach unten ab. Seit dem Abstieg im Jahre 2012 tritt die Viktoria in der Kreisliga A an. Zweimal nahm die Viktoria am DFB-Pokal teil. Bei der ersten Teilnahme in der Saison 1978/79 scheiterte die Mannschaft in der ersten Runde mit 0:3 an Bayer 04 Leverkusen. Ein Jahr später unterlag man ebenfalls in der ersten Runde mit 0:1 bei Altona 93.

## Persönlichkeiten
- Ramon Berndroth
- Horst Hülß
- Michael Klein
- Jürgen Klopp
- Norbert Otto
- Günter Wegmann